# 갓파더 (칵테일)

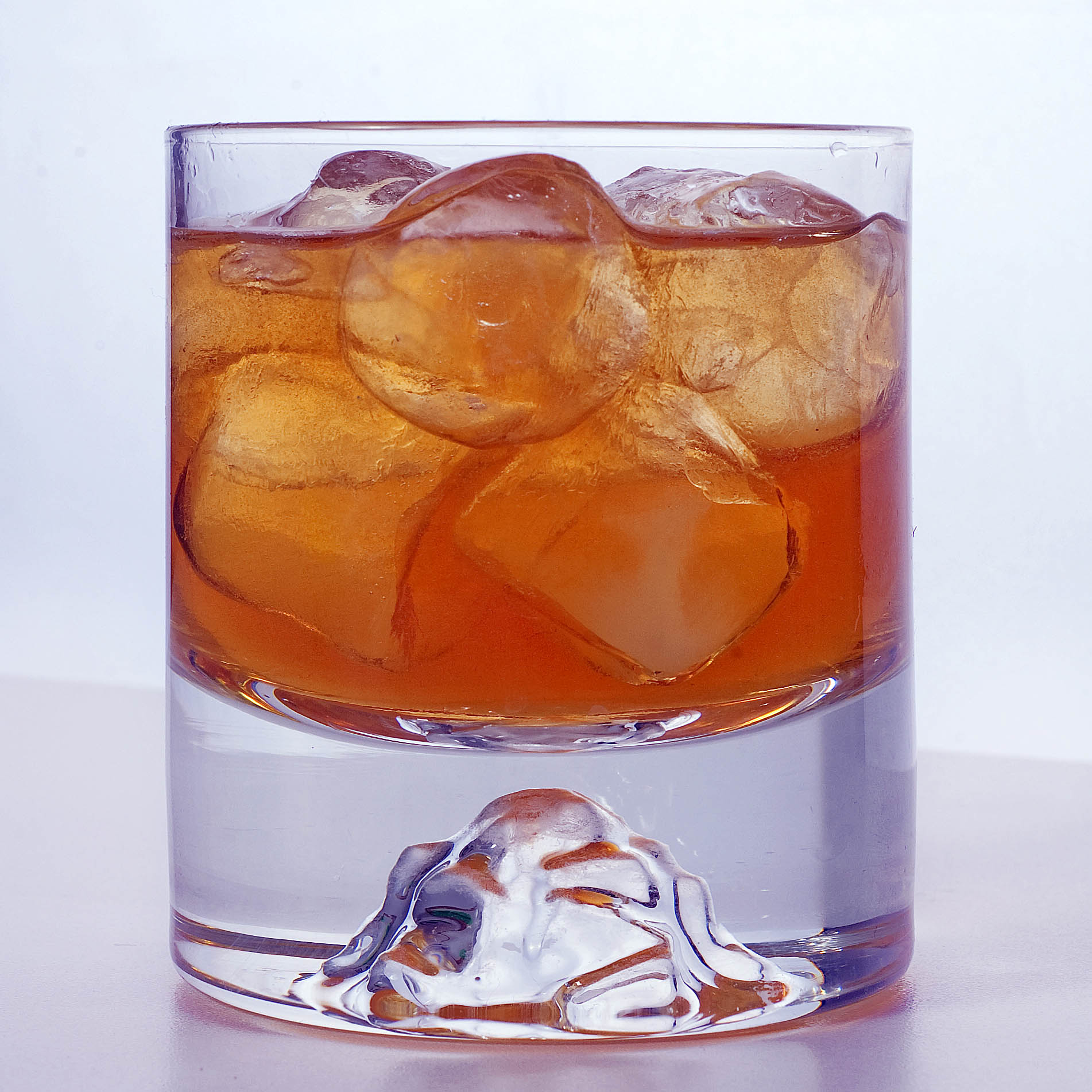

갓파더(The Godfather)는 스카치 위스키(특히 스모키 스카치)와 아마레토 (술)를 혼합한 듀오 혼합 음료이다. 일반적으로 음료는 구식 유리잔에 얼음과 함께 제공된다.

## 이름
많은 칵테일과 마찬가지로 '갓파더'라는 이름의 유래는 불확실하다. 아마레토 브랜드 디사론노(Disaronno)는 이 음료가 미국 배우 말론 브란도가 가장 좋아하는 칵테일이라고 주장한다. 말론 브란도는 이탈리아 마피아가 주로 등장하는 마리오 푸조의 대부 (영화)(The Godfather, 더 갓파더)를 각색한 미국 인기 영화에서 주연을 맡은 것으로 유명하다. 이는 칵테일에 이탈리아 리큐어인 아마레토를 두드러지게 사용했다는 암시일 수 있다. 이 음료는 랫 팩의 가장 좋아하는 음료이기도 했다.

## 변형
디사론노는 아마레토와 위스키의 비율을 1:2로 권장한다(아마레토 25ml 대 위스키 50ml)
갓마더(godmother) 칵테일은 위스키 대신 보드카를 사용하고, 프렌치 커넥션은 브랜디를 사용한다. 한편 대자는 스카치를 크림으로 대체하여 알코올 함량이 훨씬 적은 음료를 남긴다.